# Holcocephala mogiana
Holcocephala mogiana là một loài ruồi trong họ Asilidae. Holcocephala mogiana được Carrera miêu tả năm 1955. Loài này phân bố ở vùng Tân nhiệt đới.